# Леді дракон 2
Леді дракон 2 (англ. Lady Dragon 2) — індонезійський бойовик.

## Сюжет
Банда грабіжників під проводом садиста Дієго здійснює жорстокий напад і викрадає у мафії 25 мільйонів доларів в діамантах. Щоб спокійно вивезти камені з країни, вони таємно підкладають їх в багаж відомого футболіста Сонні Сумарти, одруженого з п'ятиразовою чемпіонкою світу з карате Сьюзан Морган. Пізніше, пробравшись в будинок Сонні, щоб повернути крадене, вони по звірячому вбивають футболіста і ґвалтують Сьюзан. І коли здається, що план мерзотників вдався, відважна вдова обрушує на голови убивць свою криваву помсту.

## У ролях
- Синтія Ротрок — Сьюзан «Золотий ангел» Морган
- Біллі Драго — Дієго
- Сем Дж. Джонс — Реб
- Грег Стюарт — Джек
- Джордж Руді — Сонні Сумарто
- Белла Есперанс — Сарі
- Адісоер'я Абді — капітан Ентон
- Мохаммед — мафіозі 1
- Чіп Купер — рефері
- Девід Ворт — диктор
- Діаз Тангкілісан — хлопчик
- Танака — бандит 1
- Ана Сераваті — чемпіон карате